# P. Szabó Gábor
P. Szabó Gábor, (1902. október 14. – 1950. február 26.) magyar válogatott labdarúgó, csatár, balszélső poszton játszott.

## Pályafutása

### A válogatottban
1926 és 1934 között 11 alkalommal szerepelt a válogatottban és hat gólt szerzett. Tagja volt az 1934-es olaszországi világbajnokságon részt vevő csapatnak.

## Sikerei, díjai
- Magyar bajnokság
  - bajnok: 1929–30, 1930–31, 1932–33
- Közép-európai kupa
  - győztes: 1929
- Bajnokok Tornája (1930)
  - győztes

## Statisztika

### Mérkőzései a válogatottban
| Magyarország | Magyarország         | Magyarország                    | Magyarország  | Magyarország | Magyarország  | Magyarország    | Magyarország | Magyarország   |
| #            | Dátum                | Helyszín                        | Hazai         | Eredmény     | Vendég        | Kiírás          | Gólok        | Esemény        |
| ------------ | -------------------- | ------------------------------- | ------------- | ------------ | ------------- | --------------- | ------------ | -------------- |
| 1.           | 1926. június 6.      | Budapest, Üllői úti pálya       | Magyarország  | 2 – 1        | Csehszlovákia | barátságos      | -            | 27'            |
| 2.           | 1927. április 10.    | Budapest. Üllői úti pálya       | Magyarország  | 3 – 0        | Jugoszlávia   | barátságos      | 1            | 90'            |
| 3.           | 1927. szeptember 25. | Zágráb                          | Jugoszlávia   | 5 – 1        | Magyarország  | barátságos      | -            |                |
| 4.           | 1928. március 25.    | Budapest. Üllői úti pálya       | Magyarország  | 2 – 1        | Jugoszlávia   | barátságos      | -            |                |
| 5.           | 1930. április 13.    | Bázel                           | Svájc         | 2 – 2        | Magyarország  | barátságos      | -            |                |
| 6.           | 1931. március 22.    | Prága, Sparta-pálya             | Csehszlovákia | 3 – 3        | Magyarország  | Európa-kupa     | -            |                |
| 7.           | 1931. április 12.    | Budapest, Hungária körúti pálya | Magyarország  | 6 – 2        | Svájc         | Európa-kupa     | 1            | 35' (11-esből) |
| 8.           | 1931. október 4.     | Budapest, Hungária körúti pálya | Magyarország  | 2 – 2        | Ausztria      | Európa-kupa     | 1            | 42' (11-esből) |
| 9.           | 1934. március 25.    | Szófia                          | Bulgária      | 1 – 4        | Magyarország  | vb-selejtező    | 1            | 61' (11-esből) |
| 10.          | 1934. április 29.    | Budapest, Hungária körúti pálya | Magyarország  | 4 – 1        | Bulgária      | vb-selejtező    | 2            | 9' 58'         |
| 11.          | 1934. május 27.      | Nápoly (ITA)                    | Magyarország  | 4 – 2        | Egyiptom      | vb-nyolcaddöntő | -            |                |
|              | Összesen             |                                 |               | 11           | mérkőzés      |                 | 6            | gól            |